# マルヤーナ・リポフシェク
マルヤーナ・リポフシェク（またはリポヴシェク、Marjana Lipovšek, 1946年12月3日 - ）は、スロベニアのリュブリャナ出身のメゾソプラノ歌手、女優。
深みのあるドラマティックな声質により、ワーグナーやR・シュトラウスの楽劇、マーラー、R・シュトラウス、ヴォルフのリートを得意としている。ほかにシェーンベルクの『グレの歌』も得意とする。またデジタル録音時代にシュレーカーの歌曲をおそらく最初に録音した。
| スタブアイコン | サブスタブ | この項目は、まだ閲覧者の調べものの参照としては役立たない、クラシック音楽に関連した書きかけの項目です。この項目を加筆・訂正などしてくださる協力者を求めています（P:クラシック音楽/PJ:クラシック音楽）。 |

| スタブアイコン | サブスタブ | この項目は、まだ閲覧者の調べものの参照としては役立たない、歌手に関連した書きかけの項目です。この項目を加筆・訂正などしてくださる協力者を求めています（P:音楽/PJ:芸能人）。 |